# Recode
recode — утилита для преобразования текста. Предназначена главным образом для перевода текстовых файлов в другую кодировку, может при этом также изменять формат переводов строки.
Поставляется со многими системами на основе Linux.

## Особенности
Не использует обычных библиотек преобразования текста, а основан на собственной логике.
В отличие от таких утилит (и библиотек) как iconv, recode умеет преобразовывать символы, точный эквивалент которых в выходном наборе символов отсутствует.

## Синтаксис
Параметры перекодировки указываются как
```
recode
 
входная_кодировка
..
выходная_кодировка
```

Если указано имя файла (или несколько имён), то файл(ы) подвергаются перекодировке.
Если имя файла не указано, то читается стандартный ввод, а результат записывается на стандартный вывод.

## Примеры
Изменяет кодировку списка файлов из UTF-8 (Linux) в CP1251 (Windows), корректирует перевод строки
```
find * | recode UTF-8..CP1251/CR-LF > list.txt
```

## Дамп
Если вместо имени выходной кодировки задать слово dump, то выводится список всех поданных на вход символов, по одному на каждой строке. Для каждого символа указывается код в Unicode, двухбуквенная мнемоника (если существует) и название символа.